# 夢乃ゆき
夢乃 ゆき（ゆめの ゆき、1月16日 - ）は、日本の女性シンガーソングライター。主に同人音楽や美少女ゲームの主題歌で活躍している。

## 概要

### 来歴
2014年、美少女ゲームブランド『pure more』の主題歌オーディションに合格し、同ブランドの『契約彼女』主題歌のボーカルを担当したことを切っ掛けに、歌手活動を開始。同年より、MORE MUSIC ENTERTAINMENT（MME）に所属し、フリーとして活動を開始するまでは、美少女ゲームでは『MORE』系列ブランドの楽曲の歌唱のみ担当していた。
2015年12月31日、コミックマーケット89にて自身初となる同人音楽のボーカルを担当。以降、精力的に同人音楽に参加し、2017年9月1日には、ゲストボーカルとして参加していた同人音楽サークルFROZEN QUALIAのkazukiと共同で、同人音楽ユニットGOROPANでの活動を発表。tsucco名義での活動となる。2018年4月29日、M3-2018春では、初めての自主制作CD「color code」を頒布。
2016年10月15日に、MMEからの脱退を発表。以降は、フリーのシンガーとして活動。

### 人物
幼い頃から歌うことが好きで、学生時代にはバンドを組み、趣味で歌っていた。ニコニコ動画に歌ってみたの動画を投稿している。好きな言葉は「食べる」。
影響を受けたアーティストは坂本真綾であり、アニメソングイベントに出演するときには必ず歌っている。

## ディスコグラフィ
以下、出典

### 自主制作作品
- 2018年4月29日 -『color code』（夢乃ゆき）
- 2018年10月28日 - 『昨日みた夢』（夢乃ゆき）
- 2019年4月28日 - 『マイルームコレクション』（夢乃ゆき）
- 2019年10月28日 - 『one man show』（夢乃ゆき）
- 2020年10月25日 - 『FEEL BLUE』（夢乃ゆき）
- 2021年4月25日 - 『CAMOUFLAGE』（夢乃ゆき）

#### tsucco
- 2017年10月29日 -『パン壱』（GOROPAN）
- 2018年8月10日 - 『パン弐』（GOROPAN）

### 同人音楽（ボーカル参加）
- 2015年12月31日 -『Pon Poko Pop!!』（RTTF Records）
- 2016年4月24日 -『ロードムービー』（FROZEN QUALIA）
- 2016年10月30日 -『Angel is Calling』（綾里茶園&リリートーン）
- 2016年10月30日 -『Girl's A thought』（Room97）
- 2016年10月30日 -『カレイドスコープ』（FROZEN QUALIA）
- 2016年12月31日 -『ARIA』（FROZEN QUALIA）
- 2017年4月30日 -『GIRL'S OVER』（Room97）
- 2017年4月30日 -『花束』（FROZEN QUALIA）
- 2017年10月29日 -『REGEND OF SWORD MASTERS』（INDIVISION CHORD）
- 2018年4月29日 -『私に帰る旅』（FROZEN QUALIA）
- 2018年10月28日 - 『My World』（Anitops）
- 2018年10月28日 - 『my bias』（Room97）
- 2018年10月28日 - 『RE:START』（AREA140）
- 2018年10月28日 - 『SINGLE BEST ~Journey~』（FROZEN QUALIA）
- 2019年4月28日 - 『告白』（FROZEN QUALIA）
- 2019年10月28日 -『在処』（FROZEN QUALIA）

### コンピレーションアルバム / サウンドトラック
- 2014年9月26日 -『契約彼女 オリジナルサウンドトラック』（pure more）
- 2014年12月16日 -『契約彼女 Original Sound Track』（pure more）
- 2014年12月26日 -『ヒマワリと恋の記憶 Original Sound Track』（MME）
- 2015年6月12日 -『少女アクティビティ Original Sound Track』（MME）
- 2015年12月18日 -『ソラコイ Original Sound Track』（MME）
- 2016年4月28日 -『この恋、青春により。 Original Sound Track』（MME）
- 2016年8月26日 -『少女マイノリティ -慰めの愛- Original Sound Track』（MME）
- 2016年9月30日 -『MME BEST 2013-2016』（MME）
- 2016年12月22日 -『恋は夢見る妄烈ガール！ Original Sound Track』（MME）
- 2017年7月28日 -『ゴールデンアワー Original Sound Track』（MME）
- 2017年9月29日 -『いつまでも俺は母に恋してる！ドラマCD』（ANIM Mother&Wife）
- 2018年2月23日 -『となりに彼女のいる幸せ 〜Winter Guest〜 となかいW音楽集』（プレカノ）
- 2018年3月23日 -『少女アンソロジー 1〜3 BEST TRACKS』（MME）
- 2018年6月28日 -『となりに彼女のいる幸せ 〜Winter Guest〜 となかいW音楽集』（エンターグラム）
- 2018年7月27日 -『抜きゲーみたいな島に住んでる貧乳はどうすりゃいいですか？サウンドトラック＆ドラマCD』
- 2020年4月10日 -『抜きゲーみたいな島に流れる音楽はどうすりゃいいですか？2』(オリジナルサウンドトラック)
- 2022年12月23日 - 『アマナツ オリジナルサウンドトラック』(あざらしそふと)

## ゲームボーカル
- 2014年9月26日 -『契約彼女』（pure more）OPテーマ「全部君のせいだ」
- 2014年12月26日 -『ヒマワリと恋の記憶』（MORE）挿入歌「First Love」
- 2015年5月29日 -『少女アクティビティ』（pure more）OPテーマ「Activity」
- 2015年12月18日 -『ソラコイ』（Chelseasoft）OPテーマ「sign」
- 2016年4月28日 -『この恋、青春により。』（MORE）挿入歌「Missing」
- 2016年7月29日 -『少女マイノリティ -慰めの愛-』（pure more）OPテーマ「Minority」
- 2016年12月22日 -『恋は夢見る妄烈ガール！』（Chelseasoft）OPテーマ「妄烈ハニー」
- 2017年7月28日 -『ゴールデンアワー』（MORE）OPテーマ「Change The World」、広瀬夏未EDテーマ「ラストタイム」
- 2017年9月29日 -『いつまでも俺は母に恋してる！』（ANIM Mother&Wife）OPテーマ「いつまでも恋してる！」
- 2018年2月23日 -『となりに彼女のいる幸せ 〜Winter Guest〜』（プレカノ）OPテーマ「シアワセバニラ」
- 2018年6月28日 - PS4/PS Vita『となりに彼女のいる幸せ 〜Winter Guest〜』（エンターグラム）OPテーマ「シアワセバニラ」
- 2018年7月27日 -『抜きゲーみたいな島に住んでる貧乳はどうすりゃいいですか？』（Qruppo）2nd OPテーマ「THE APPLE IS CAST!」
- 2019年4月26日 -『クダンノフォークロア』（SukeraSparo）OPテーマ「二つの光」
- 2019年7月26日 -『抜きゲーみたいな島に住んでる貧乳はどうすりゃいいですか？2』（Qruppo）OPテーマ「BWLAUTE BEIRRD」
- 2020年5月29日 -『Petrichor -ペトリコール-』（MELLOW）OPテーマ「First Time」
- 2020年6月26日 -『まおかつ！-魔王と勇者のアイドル生活-』（Wonder Fool）OPテーマ「Let's ミラクル SHOW TIME!」
- 2022年8月26日 - 『アマナツ』（あざらしそふと）OPテーマ「ナツノヒグラフ」、EDテーマ「ナツイロの空」

## ライブ・イベント出演
| 公演日         | 公演名                                             | 会場                            |
| -------------- | -------------------------------------------------- | ------------------------------- |
| 2016年1月23日  | ANISON CHANNEL VOL.2                               | 渋谷LOUNGE NEO                  |
| 2016年4月9日   | ANISON CHANNEL VOL.4                               | 渋谷LOUNGE NEO                  |
| 2016年5月1日   | character1 2016 MME（夢乃ゆきステージ）            | 東京ビッグサイト                |
| 2016年6月2日   | SHIBUYA ANISON CARNIVAL                            | TSUTAYA O-WEST                  |
| 2016年9月11日  | Cyber LIVE COLLECTION Vol.1                        | 大塚Deepa                       |
| 2016年10月1日  | ANISON CHANNEL VOL.7                               | 渋谷LOUNGE NEO                  |
| 2016年10月23日 | MME LIVE 2016                                      | 代官山LOOP                      |
| 2016年12月18日 | Cyber LIVE COLLECTION Vol.2                        | 渋谷DESEO                       |
| 2017年4月23日  | Cyber LIVE COLLECTION Vol.3                        | 表参道GROUND                    |
| 2017年4月30日  | MME LIVE for character1 2017                       | 東京ビッグサイト                |
| 2017年6月15日  | TOKYO-UTAHIME Vol.3                                | 新宿Glamstein                   |
| 2017年9月17日  | ゆめゆむ 1.2.3☆High!!                              | 浅草ZINC                        |
| 2017年10月7日  | MME LIVE 2017                                      | 初台DOORS                       |
| 2017年11月25日 | DO LIVE03                                          | 渋谷LOUNGE NEO                  |
| 2018年1月13日  | ゆめゆむ〜夢誕2018〜                               | 代官山NOMAD                     |
| 2018年2月24日  | はぴめろ＠えびす tr13 ♪冬のエピローグ              | 恵比寿CreAto                    |
| 2018年4月11日  | NOMAD presents透明な音 vol.1                       | 代官山NOMAD                     |
| 2018年4月28日  | Dream d*Live festa SP 〜どやさいたま！2018東の陣〜 | 西川口Hearts                    |
| 2018年5月6日   | B.G.M Live!!2018                                   | TSUTAYA O-EAST                  |
| 2018年7月19日  | AGS-New Generation-Vol.2                           | 秋葉原CLUB GOODMAN              |
| 2018年8月19日  | ゆめゆむ〜夏祭り2018〜                             | 代官山NOMAD                     |
| 2018年9月15日  | TOKYO ERG SUMMIT VOL.33                            | 渋谷LOUNGE NEO                  |
| 2018年9月21日  | Happy Go Lucky *2                                  | Eggman tokyo east               |
| 2019年9月8日   | tone work's FULL MOON PARTY                        | 品川インターシティホール        |
| 2020年1月12日  | ゆめゆむ〜夢誕2020〜                               | 吉祥寺STAR PINE'S CAFE          |
| 2021年4月3日   | ぬきたしファンミーティング～卒園式 喘げば尊し～    | 府中の森芸術劇場 どりーむホール |
| 2022年7月30日  | 神ソン サマーフェスティバル2022                    | 新横浜 NEW SIDE BEACH!!         |
| 2022年11月19日 | NEXTON LIVE 2022                                   | 池袋harevutai                   |
| 2023年8月12日  | 神ソン☆サマーフェスティバル 2023                   | 柏PALOOZA                       |
| 2024年3月20日  | あざらしそふと10周年記念ライブ                     | 池袋harevutai                   |
| 2024年9月21日  | あの浴び会 #15.X RiriRevenge                       | 新横浜Strage                    |